# Gret Palucca

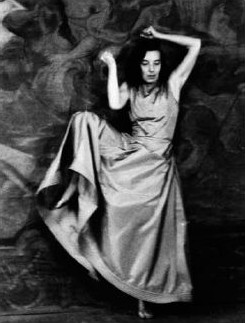
Gret Palucca före 1938.

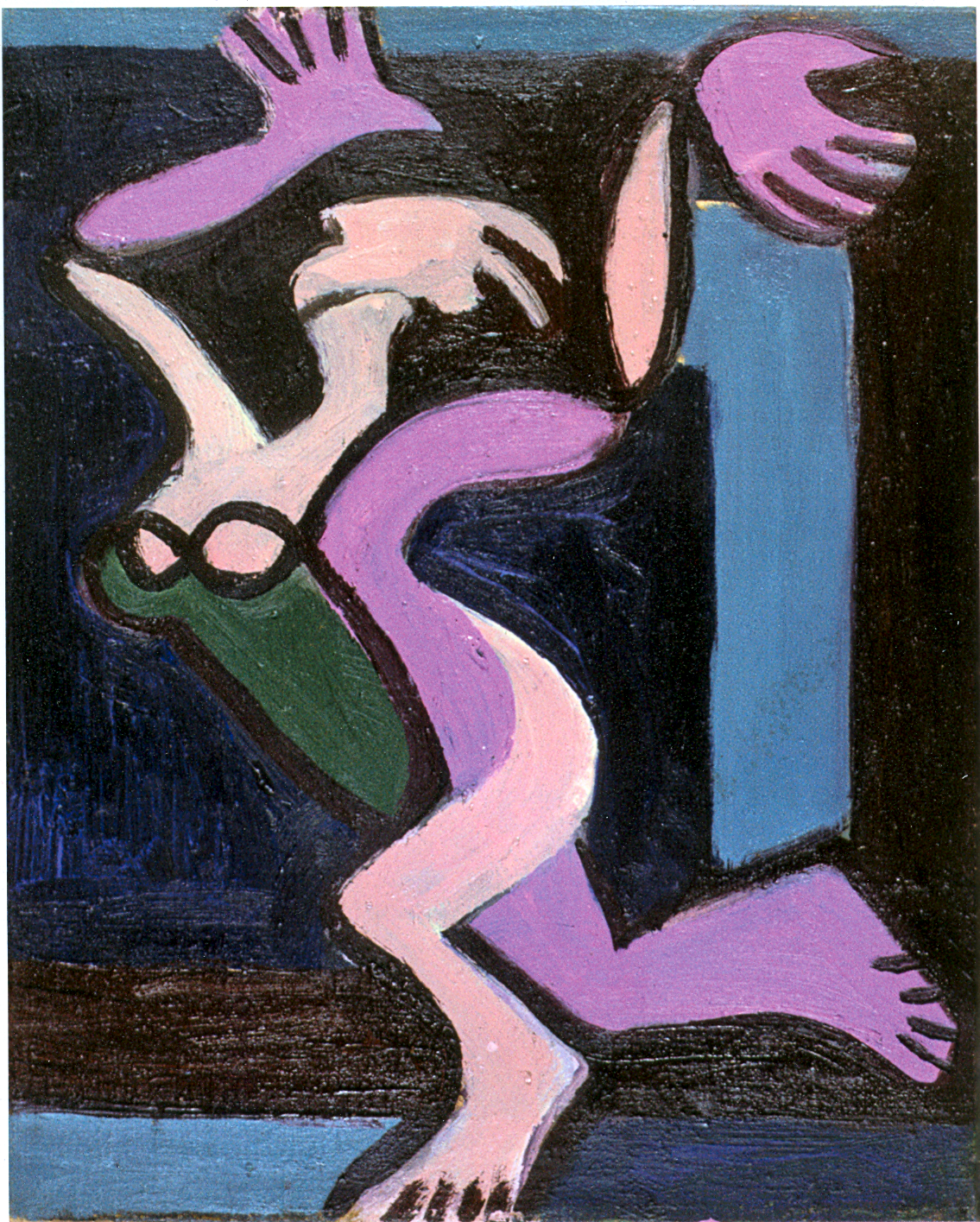
Ernst Ludwig Kirchner, Tanzender Frauenakt (Dansande naken kvinna), Gret Palucca 1929–1930.

Gret Palucca (ursprungligen Margarethe Paluka), född 8 januari 1902 i München, död 22 mars 1993 i Dresden, var en tysk dansare, koreograf och danslärare. Hon drev en dansskola i Dresden och var en av de stora förgrundsgestalterna inom tysk modern dans och fridans.

## Biografi
Kort efter hennes födsel 1902 flyttade familjen till San Francisco, men hon återvände tillsammans med sin mor till Dresden år 1909, där hon mellan 1914 och 1916 fick undervisning i balett av Heinrich Kröller.
Från 1921, då hon ändrade namn från Margarethe Paluka till Gret Palucca, fram till 1923 studerade hon dans hos Mary Wigman och framträdde som medlem av Mary Wigmans dansgrupp. År 1924 påbörjade hon sin solokarriär och blev en av de ledande dåtida dansarna inom Ausdruckstanz (fridans). Hennes stil var munter, obesvärad och full av humor, koreografin var kraftfull och den förmedlade dansglädje.
År 1924 gifte hon sig med Friedrich Bienert, son till Ida Bienert, som ägde den största privata samlingen av modern konst i Tyskland, och i vars hus tidens stora konstnärer och bauhaus-arkitekter träffades, och där somrarna regelmässigt tillbringades på semesterparadiset Sylt.
Med support från sin förmögne make startade hon år 1925 en egen dansskola i Dresden Palucca Hochschule für Tanz Dresden, vilket gjorde henne till en konkurrent till Mary Wigman. År 1928 öppnade hennes dansskola en filial I Berlin och år 1931 ytterligare en i Stuttgart. Skolan hade annan inriktning än tidigare skolor för fridans. Inte samma kroppsliga drill — i stället betonades en mer andlig-konstnärlig utbildning. Till hennes mer kända elever från skolan räknas Ruth Berghaus, Lotte Goslar Anne-Rose Schunke och Anne-Rose Neumann.
År 1939 mötte hon motstånd. På grund av sin judiska börd stängde den nazistiska regimen hennes skolor, och hon tilläts inte undervisa i dans. Hon tilläts dock dansa själv och, vid invigningen av olympiska spelen i Berlin 1936 hade hon exempelvis deltagit tillsammans med Leni Riefenstahl. 
Vid bombningarna av Dresden 1945 förlorade hon alla sina ägodelar. Efter kriget 1945 öppnade hon åter sin dansskola i Dresden och den blev en statlig skola 1949. Den fridans som hade funnits innan kriget var dock inte längre lika efterfrågad av eleverna. Under begreppet ”Neuer Künstlerischer Tanz” försökte hon bevara traditionen på läroplanen. Men den klassiska baletten kom fortsättningsvis att dominera utbildningen på skolan. År 1959 lämnade hon DDR och flyttade till Sylt. För att komma tillbaka erbjöds hon att bli konstnärlig ledare för dansskolan i Dresden, att få en professur, en bil med privatchaufför och en tomt på ön Hiddensee, vilket accepterades och hon flyttade tillbaka.
På sin 75-årsdag gav hon sin sista soloföreställning. Hon var engagerad vid inrättandet vid av den nya konstakademin i Östberlin 1952 och från 1965 till 1970 var hon dess vice ordförande. Hon förblev aktiv som danslärare till hög ålder.
Gret Palucca har enkel gravsten på kyrkogården på ön Hiddensee, där det i början av 20-talet fanns en konstnärskoloni, och där hon hade tillbringat många somrar.